# Lukas Hinterseer
Lukas Hinterseer (ur. 28 marca 1991 roku w Kitzbühel) – austriacki piłkarz występujący na pozycji napastnika. Wychowanek zespołu FC Kitzbühel, obecnie jest zawodnikiem niemieckiego klubu grającego w 2. Bundeslidze FC Ingolstadt 04, do którego przeszedł 1 lipca 2014 roku na zasadzie wolnego transferu z drużyny Wacker Innsbruck.